# Linton Hope
Linton Hope FRAes (Macclesfield, 18 de abril de 1963 — Midhurst, 20 de dezembro de 1920) foi um velejador britânico, campeão olímpico. Ele competiu nas provas de classe aberta e classe ½ – 1 Ton realizadas nos Jogos Olímpicos de Verão de 1900, conquistando a medalha de ouro em ambas as disputas ao lado de John Gretton, Lorne Currie e Algernon Maudslay.
Em 1915, Hope projetou o AD Flying Boat para o Departamento Aéreo do Almirantado Britânico, e seus projetos de casco foram usados por vários hidroaviões britânicos na década de 1920, incluindo o Phoenix P.5 Cork e o Fairey Titania , o maior hidroavião da o mundo na época.